# Botanikusnyomat
A botanikusnyomat a milánói Pademontanus kezdetleges sokszorosító eljárása. Úgy készült, hogy a simára préselt falevelet, egyszerű virágot vagy csipkét grafittal vagy festékkel behengerelték, majd lenyomatokat készítettek róluk.